# Edwin van der Sar
Edwin van der Sar (Voorhout, 29. listopada 1970.) umirovljeni je nizozemski nogometni vratar i reprezentativac. Nadimak "The Jolly Green Giant" (Veseli zeleni div) dobio je zbog svoje visine (197 cm) i zelenog dresa kojeg je nosio u Manchester Unitedu, klubu u kojem je završio dugogodišnju karijeru. Branio je i za matični Ajax, talijanski Juventus te engleski Fulham. Četiri je puta proglašen najboljim europskim vratarom. Za Nizozemsku je nastupio rekordnih 130 puta. U ožujku 2016. pomogao je svome dječačkom klubu u jednoj utakmici obranivši pritom jedanaesterac.

## Karijera

### Klupska karijera
Van der Sar je karijeru započeo u lokalnom FC Foreholteu, odakle je prešao u VV Noordwijk. Tu ga je uočio Ajax i kupio ga. Van der Sar je bio član Ajaxovog pobjedničkog sastava koji je osvojio Ligu prvaka u sezoni 1994./95. Iz Ajaxa je 1999. prešao u torinski Juventus, a iz Juventusa 2001. ide u londonski Fulham. Za Manchester United potpisao je 5. lipnja 2005. te je u klubu proveo 6 sezona, do umirovljenja u proljeće 2011., osvojivši četiri naslova Premier lige i Ligu prvaka 2008.

### Reprezentativna karijera
Van der Sar je prvi put zaigrao za reprezentaciju u lipnju 1995. protiv Bjelorusije. Bio je vratar na zadnja tri veća turnira kada je njegova momčad eliminirana na jedanaesterce: Euro 1996., SP 1998. i Euro 2000.
Za vrijeme izvođenja jedanaesteraca u četvrtfinalu Eura 2004. protiv Švedske, van der Sar obranio je udarac Olofu Mellbergu i tako dao priliku Arjenu Robbenu da postigne pobjedonosni gol za Nizozemsku.
Edwin van der Sar je za svoju reprezentaciju nastupio čak 130 puta i time postavio rekord kao igrač s najviše nastupa za Nizozemsku. Prešao je rekord Franka de Boera nastupivši u utakmici protiv Portugala u osmini finala SP-a 2006.
Do utakmice SP-a 2006. s Obalom Bjelokosti van der Sar je imao seriju od 10 službenih utakmica (ukupno 1.013 minute) bez primljenog gola, što je također europski reprezentativni rekord.

## Nagrade

### Klupski trofeji
- Eredivisie: 1993./94., 1994./95., 1995./96., 1997./98.
- Nizozemski kup: 1993., 1998., 1999.
- Engleski Liga kup: 2005./06., 2008./09.
- Intertoto kup: 1999., 2002.
- UEFA Liga prvaka: 1994./95., 2007./08.
- UEFA Superkup: 1995.
- Interkontinentalni kup: 1995.
- FA Premier liga: 2006./07., 2007./08., 2008./09., 2010./11.
- FA Community Shield: 2007., 2008., 2010.
- FIFA Svjetsko klupsko prvenstvo: 2008.

### Osobne nagrade
- Najbolji europski vratar (4): 1995., 2008., 2009., 2010.
- Nizozemski vratar godine (4): 1994., 1995., 1996., 1997.
- Nizozemski nogometaš godine (1): 1998.
- Momčad sezone u FA Premier ligi (3): 2006./07., 2008./09., 2010./11.
- Idealna momčad Eura 2008.
- Barclays FA Premier liga Merit Award (1): 2008./09.
- Zlatna rukavica Barclays FA Premier lige (1): 2008./09.
- UEFA vratar godine (2): 1995., 2009.

## Vanjske poveznice
- van der Sar official (engl.)